# Falsul trădător
Falsul trădător (titlu original: The Counterfeit Traitor) este un film american din 1962 regizat de George Seaton și produs de Seaton și William Perlberg. Scenariul este scris de Charles Grenzbach și Seaton după un roman omonim de non-ficțiune de Alexander Klein. Rolurile principale au fost interpretate de actorii  William Holden, Lilli Palmer, Hugh Griffith și Carl Raddatz.

## Prezentare
Filmul prezintă povestea unui suedez născut american,  Eric Erickson, care este de acord să spioneze pentru aliați Germania nazistă în timpul celui de-al doilea război mondial.

## Distribuție
- William Holden - Eric Erickson
- Lilli Palmer - Frau Marianne Möllendorf
- Hugh Griffith - Collins
- Carl Raddatz - Otto Holtz
- Ulf Palme - Max Gumpel
- Ernst Schröder - Baron Gerhard von Oldenburg
- Charles Régnier - Wilhelm Kortner
- Ingrid van Bergen - Hulda Windler
- Helo Gutschwager - Hans Holtz
- Wolfgang Preiss - Colonel Nordoff
- Werner Peters - Bruno Ulrich
- Erica Beer - Klara Holtz
- Stefan Schnabel - Gestapo agent at funeral
- Klaus Kinski - Kindler, Jewish Refugee
- Jochen Blume - Dr. Jacob Karp
- Erik Schumann - Nazi Gunboat Officer
- Dirk Hansen - Lieutenant Nagler
- Poul Reichhardt - Fishing Boat Skipper
- Ludwig Naybert - Stationmaster